# 美容杜鹃
美容杜鹃（学名：Rhododendron calophytum），为杜鹃花科杜鹃花属下的一个植物种。